# Valley Park (Misisipi)
Valley Park es un lugar designado por el censo ubicado en el condado de Issaquena en el estado estadounidense de Misisipi. En el Censo de 2020 tenía una población de 71 habitantes y una densidad poblacional de 5,86 habitantes por km². Fue incluido como CDP en el censo de 2020. 

## Geografía
Valley Park se encuentra ubicado en las coordenadas 32°38′00″N 90°52′00″O / 32.63333, -90.86667. Según la Oficina del Censo de los Estados Unidos,  tiene una superficie total de 12,12 km², de la cual 11,75 km² corresponden a tierra firme y 0,37 km² a agua.